# Paixão de Gaúcho
Paixão de Gaúcho é um filme brasileiro de 1957, dirigido por Walter George Durst com roteiro adaptado do romance O Gaúcho, de José de Alencar. 
Filmado em estilo western, o enredo se passa em 1836 e trata de uma amizade entre dois homens que é abalada pelo amor por uma mesma mulher. Quando eclode a Guerra dos Farrapos, os homens ficam em lados opostos.

## Elenco
- Alberto Ruschel
- Victor Merinow
- Carmen Jóia, que na época assinava Morales
- Anna Cândida
- Lima Duarte
- Douglas Norris

## Prêmios
- (1958) Prêmio Associação Brasileira de Cronistas Cinematográficos[2]
  - Melhor Ator para Victor Merinow
  - Melhor Fotografia para HC Fowle, H.C
  - Melhor Cenógrafo para Pierino Massenzi
- (1958) Prêmio Saci[2]
  - Melhor Ator para Alberto Ruschel
- (1958) Prêmio Governador do Estado de São Paulo[2]
  - Melhor Ator para Victor Merinow
  - Melhor Ator Secundário para Douglas Norris
  - Melhor Fotografia para HC Fowle
  - Melhor Cenografia para Pierino Massenzi
  - Melhor Edição para Lúcio Braun
  - Melhor Composição